# Дорогобуж (Новгородская область)
Дорогобуж — деревня в Батецком муниципальном районе Новгородской области, относится к Мойкинскому сельскому поселению.
Деревня расположена на правом берегу реки Луга, в 2 км к юго-западу от посёлка при станции Мойка.

## История
Упоминается в писцовых книгах Водской пятины 1500 года как населённый пункт Успенского Сабельского погоста. В Новгородской губернии деревня была приписана к Черновской волости Новгородского уезда.